# Lake Bull
Der Lake Bull ist ein kleiner See im ostantarktischen Viktorialand. Er liegt 800 m östlich des Lake Vanda im Wright Valley.
Der Name des Sees ist seit den 1960er Jahren etabliert. Namensgeber bzw. namensgebende Vorlage ist entweder Colin Bruce Bradley Bull (1928–2010), Leiter der von 1958 bis 1959 dauernden Kampagne im Rahmen der neuseeländischen Victoria University’s Antarctic Expeditions, oder der gleichfalls nach diesem benannte Bull-Pass.